# Al-Janbu
Al-Janbu – wieś w Syrii, w muhafazie Al-Hasaka. W 2004 roku liczyła 272 mieszkańców.